# 奥斯莱乌
奥斯莱乌是丹麦中部菲英岛上的一个镇。它原本归奥斯莱乌市镇管辖，2007年1月1日起划归福堡-中菲英市鎮。镇上有3630人口（2010年1月1日），一个火车站（由丹麦国有铁路运营）和到欧登塞和斯文堡的公交车（由菲英公交公司运营）。另外，还有学校两所，分别是Sdr. Nærå Fri- og Efterskole和Bøgehøjskolen。